# ISO 3166-2:AG
ISO 3166-2:AG é o subconjunto de códigos definidos em ISO 3166-2, parte do padrão ISO 3166 publicado pela Organização Internacional para Padronização (ISO), para os nomes das principais subdivisões de Antígua e Barbuda.
Os códigos cobrem 6 paróquias e 1 dependência (a desabitada dependência de Redonda não é atribuído código). Cada código é composto de duas partes, separadas por um hífen. A primeira parte é  AG , o ISO 3166-1 alfa-2 código de Antígua e Barbuda, e a segunda parte é um sub-código de dois dígitos.

## Códigos atuais
Códigos ISO 3166 e os nomes das subdivisões estão listados como publicado pela Agência de Manutenção (ISO 3166/MA). As colunas podem ser classificadas clicando nos respectivos botões.
| Código | Subdivisão nome | Subdivisão tipo |
| ------ | --------------- | --------------- |
| AG-03  | Saint George    | Paróquia        |
| AG-04  | Saint John      | Paróquia        |
| AG-05  | Saint Mary      | Paróquia        |
| AG-06  | Saint Paul      | Paróquia        |
| AG-07  | Saint Peter     | Paróquia        |
| AG-08  | Saint Philip    | Paróquia        |
| AG-10  | Barbuda         | Dependência     |
| AG-11  | Redonda         | Dependência     |

## Mudanças
As seguintes alterações à norma ISO 3166-2: AG tem sido anunciada em boletins pela ISO 3166/MA desde a primeira publicação da norma ISO 3166-2, em 1998:
| Informativo | Data de publicação | Descrição da mudança                                               |
| ----------- | ------------------ | ------------------------------------------------------------------ |
| I-8         | 2007-04-17         | Adição das subdivisões administrativas e dos seus elementos código |

No Boletim I-8, os códigos para as subdivisões foram inicialmente definidas.